# Viktor Švecov
Viktor Borysovyč Švecov (in ucraino Віктор Борисович Швецов?, traslitterazione anglosassone: Viktor Shvetsov; Odessa, 22 giugno 1969) è un ex arbitro di calcio ucraino.

## Carriera
Arbitro dal 1991, Shvetsov arriva a dirigere nella massima serie ucraina, la Prem"jer-liha, a partire dal 2005. Tre anni dopo, con decorrenza dal 1º gennaio 2008 è nominato arbitro internazionale.
Dopo aver diretto alcuni turni preliminari di Europa League, nell'agosto 2010 fa il suo esordio in un play-off di tale competizione. Poco prima,  l'11 agosto 2010, aveva invece fatto il suo esordio in una gara tra nazionali maggiori, dirigendo un'amichevole tra Moldavia e Georgia.
Ha inoltre diretto varie gare di qualificazione tra nazionali giovanili agli Europei di categoria.
Nel dicembre 2011 viene selezionato come quarto ufficiale per gli Europei di calcio del 2012 in Polonia ed Ucraina.
Dal 1º gennaio 2013 non figura più nella lista degli arbitri internazionali ucraini.